# Athora
Athora ist eine auf das Run-Off-Geschäft spezialisierte Versicherungsgruppe mit Sitz in Bermuda, die seit 2015 in verschiedenen europäischen Ländern Versicherungsbestände übernommen hat.

## Geschichte und Hintergrund
Athora gehörte ursprünglich zum Abwicklungsspezialisten für Altersvorsorge Athene. Unter diesem Namen erfolgte auch der Markteintritt in Europa, als 2015 die Übernahme der Delta Lloyd Lebensversicherung erfolgte. Diese wurde als Teil der Athene Deutschland in der Folge in Athene Lebensversicherung umbenannt.
2018 wurde Athora, die zuvor unter dem Namen AGER Bermuda Holding als Zwischenholding für das deutsche Geschäft existierte und bei der seit einer Kapitalerhöhung im Sommer 2017 weitere Investoren ab Bord waren, aus Athene ausgegründet. Die Transaktion wurde gemeinsam mit Apollo Global Management durchgeführt, die Beteiligungsgesellschaft übernahm ebenfalls einen Anteil an Athora. Daraufhin wurde die in Wiesbaden ansässige Athene Lebensversicherung in Athora Lebensversicherung umfirmiert. In den folgenden Jahren erwarb das Unternehmen weitere Lebens- und Rückversicherungsunternehmen. Im April 2018 übernahm die Gesellschaft das irische Rückversicherungsgeschäft von AEGON, parallel gründete Athora mit der Athora Life Re eine eigene Rückversicherungstochter in Bermuda. Im Januar 2019 folgte nach aufsichtsrechtlicher Genehmigung der im April 2018 vereinbarte Erwerb der belgischen Tochter der Assicurazioni Generali, die anschließend in Athora Belgium umfirmierte, und im April 2020 der niederländischen VIVAT Verzekeringen, die in Athora Netherlands umbenannt wurde.
Im September 2021 verkündete Athora die Übernahme des italienischen Lebensversicherers Amissima Vita, die nach Genehmigung der Aufsichtsbehörde im August 2022 abgeschlossen und somit anschließend das in Athora Italia umbenannt wurde.
Im Sommer 2022 verkündete Athora die Übernahme eines Teilbestandes der deutschen Axa-Tochter. Die Transaktion wurde jedoch nach dem Rückzug der Axa im Frühjahr 2024 nicht vollzogen.
Im November 2022 erhöhte die Athora im Zuge einer Kapitalerhöhung ihre Eigenkapitalbasis um ein Drittel auf 6 Milliarden Euro.